# Sycophila punensis
Sycophila punensis är en stekelart som beskrevs av Sureshan 2004. Sycophila punensis ingår i släktet Sycophila och familjen kragglanssteklar. Inga underarter finns listade i Catalogue of Life.